# Université de Bourgogne
Université de Bourgogne – francuski uniwersytet publiczny w Dijon. 

## Historia
Historia Uniwersytetu zaczęła się w 1722 roku wraz z utworzeniem w Dijon wydziału prawa. W 1957 na terenie kampusu powstał pierwszy budynek uniwersytecki. W 1984 L’Université de Dijon zmienił nazwę na obecną.

## Wydziały
Uniwersytet jest podzielony na następujące wydziały:
- Wydział Historii
- Wydział Ekonomii
- Wydział Literatury
- Wydział Lingwistyki
- Wydział Medycyny i Farmaceutyki
- Wydział Nauk Humanistycznych